# Phil Burford
Phil Burford (* 11. Dezember 1990) ist ein englischer Poolbillardspieler.

## Karriere
Phil Burford wurde 2005 Britischer Jugend-Meister und war von 2005 bis 2008 in der britischen Jugendnationalmannschaft. 2008 wurde er Junioren-Europameister im 9-Ball. Seine erste Medaille auf der Euro-Tour gewann er bei der Swiss Open 2008, bei der er im Halbfinale gegen den späteren Turniersieger Ralf Souquet verlor.
Bei der Junioren-Weltmeisterschaft 2009 wurde er Zweiter. 2010 gewann er in Daventry erstmals ein Turnier der Great Britain 9-Ball Tour (GB9). 2012 konnte er dieses Turnier erneut gewinnen. Zudem gewann er 2012 die Steinway 10-Ball Open, das Richard Sweeps Memorial sowie zwei Turniere der Mezz Tour und ein Turnier der Joss Tour. Auf der Euro-Tour gewann er 2012 bei den Italy Open die Bronzemedaille, nachdem er im Halbfinale gegen den späteren Turniersieger Dominic Jentsch ausgeschieden war. 2013 gewann er erneut zwei GB9-Turniere. Bei den Treviso Open 2013 erreichte er seinen bisher größten Erfolg auf der Euro-Tour; er wurde Zweiter, nachdem er im Finale gegen Nick van den Berg mit 5:9 verlor.